# Bill Dudley
College Football Hall of Fame 1956
Pro Football Hall of Fame 1966
(en) Statistiques sur pro-football-reference
William McGarvey Dudley, dit « Bullet Bill », né le 24 décembre 1921 à Bluefield, en Virginie et mort le 4 février 2010 à Lynchburg, également en Virginie, est un Américain, joueur professionnel de football américain, occupant le poste de halfback dans la National Football League (NFL) pour les Steelers de Pittsburgh, les Lions de Détroit et les Redskins de Washington. Il est intronisé au College Football Hall of Fame en 1956, au Pro Football Hall of Fame en 1966 et au Virginia Sports Hall of Fame en 1972.

## Jeunesse
Dudley est né à Bluefield, en Virginie, et fréquente l'école secondaire Graham. Il fait partie de l'équipe de football américain lors de sa première année et, en 1938, il marque un touchdown de 35 yards lors de la finale de la saison et aide Graham à battre l'école secondaire de Princeton, qui est favori, par la marque de 10-7.

## Carrière universitaire
À l'âge de 16 ans, Dudley reçoit une bourse athlétique de l'équipe de football des Cavaliers de l'université de Virginie, alors sous la direction de l'entraîneur Frank Murray (en),. Il reçoit donc une bourse de 500 $, grâce laquelle il paye son logement, sa nourriture et ses livres,. Il s'engage également et devient membre de la fraternité Sigma Alpha Epsilon. Bien qu'il soit initialement prévu comme punter et kicker, Dudley finit par jouer au poste de halfback. Au cours de sa deuxième année, il commence comme cinquième arrière sur le depht chart mais, en raison de la blessure d'un coéquipier, il joue plusieurs matchs.
À sa troisième année, Dudley est titulaire à chaque match et est leader de la Southern Conference pour le nombre total de yards offensives. Il connaît également du succès au cours de sa dernière année, notamment lors d'un match contre les Tar Heels de l'université de la Caroline du Nord. Dans ce match, Dudley marque les trois touchdowns pour les Cavaliers et botte quatre points supplémentaires. Cette saison-là, il devient le premier joueur de la Virginie à recevoir les honneurs All-America et reçoit le prix Maxwell du meilleur joueur de football universitaire de l'année,,. Il est également nommé meilleur joueur universitaire de l'année par le Washington D.C. Touchdown Club. Dudley mène également la nation dans quatre catégories : les touchdowns avec 18 ; les points marqués avec 134 ; la moyenne de course avec 6,2 yards par jeu ; et les touchdowns totaux avec 29. Après la saison, il participe au East–West Shrine Bowl (en), où il intercepte quatre passes et lance pour le touchdown de son équipe dans un match à égalité 6-6,. Il participe également au Chicago College All-Star Game (en).

## Saison rookie NFL (1942)
Dudley est sélectionné lors de la draft 1942 de la NFL (en) avec le premier choix global des Steelers de Pittsburgh. Pendant la saison 1942, il mène la ligue avec 696 yards pour 162 courses et est ensuite été nommé dans l'équipe All-Pro,. Il réussit aussi 35 des 94 passes pour 438 yards et deux touchdowns, réalise 18 punts pour une moyenne de 32 yards, en retourne 20 pour 271 yards (une moyenne de 14 yards par retour), et botte 11 kickoffs pour 298 yards (une moyenne de 27 yards), marquant une fois. Dans le premier match de sa carrière professionnelle, Dudley court pour un touchdown de 55 yards et dans son deuxième match, il marque sur un retour de kickoff.

## Service militaire (1943-1945)
En 1942, les services armés américains commencent à recruter tous les jeunes hommes admissibles pour combattre pendant la Seconde Guerre mondiale. Dudley s'enrôle d'abord et prête serment dans le Naval Air Corps, mais on découvre qu'il doit obtenir le consentement de ses parents, car il n'a pas 21 ans. Dudley s'enrôle ensuite dans l'U.S. Army Air Corps en septembre 1942, mais il y a un afflux de recrues et on dit à Dudley qu'il doit attendre trois mois avant de commencer son entraînement. Ce délai lui permet de terminer sa saison de rookie avec les Steelers.
Dudley suit l'entraînement de base en Floride, puis il fréquente l'école de pilotage au Texas. Il se joint ensuite à l'équipe de football américain de l'armée. En 1944, Dudley aide son équipe à atteindre un bilan de 12-0 et est nommé MVP. À la fin de la guerre, Dudley est envoyé dans le Pacifique et effectue deux missions de ravitaillement. Il est ensuite envoyé à Hawaii où l'armée le sélectionne pour jouer trois autres matchs contre des équipes All-Star.

## Retour en NFL (1945-1953)
Dudley retourne à Pittsburgh cet automne-là et rejoint l'équipe des Steelers pour les quatre derniers matchs de la saison 1945. Lors d'un match contre les Cardinals de Chicago, il court pour deux touchdowns et deux extra points et est devient le meilleur marqueur des Steelers pour cette saison,. Il court aussi pour 204 yards et retourne trois kickoffs pour 65 yards.
En 1946, les Steelers embauchent un nouvel entraîneur, Jock Sutherland (en), et Dudley marque 48 points, ce qui contribue au bilan de 5-5-1 des Steelers. Au cours de cette saison, il devient le meneur de la ligue pour les courses (604 yards), les interceptions (10 au total qu'il retourne pour 242 yards) et les retours de punts (27 au total pour 385 yards). Ce faisant, Dudley devient le seul joueur de la NFL à être en tête dans quatre catégories statistiques uniques. Il est nommé All-Pro et a reçoit le prix du MVP de la NFL. Dudley est la première (et à partir de 2007, la seule) personne à remporter des prix de MVP aux niveaux universitaire, du service et professionnel.
Dudley est échangé aux Lions de Détroit après 1946, où on lui offre un contrat de trois ans et de 20 000 $ par saison. Il est élu capitaine de son équipe les trois années qu'il reste à Détroit. Au cours de sa première année avec les Lions, l'équipe termine dernière. Le 19 octobre 1947, contre les Bears de Chicago, Dudley retourne un punt pour un touchdown de 84 yards. En 1947, il marque 13 touchdowns ; sept sur des réceptions de passes, quatre sur des courses, un sur un retour de punt, un sur un retour de kickoff et deux sur des passes. Lors de sa dernière saison avec les Lions, il mène l'équipe au chapitre des points pour la troisième année consécutive.
À la fin de la saison 1949, l'entraîneur des Lions, Bo McMillin (en), échange Dudley avec les Redskins de Washington, où il joue pendant trois saisons, au cours desquelles il est le meilleur marqueur de l'équipe chaque année. Le 3 décembre 1950, Dudley attrape un coup de pied de 60 yards, botté par le joueur des Steelers Joe Geri (en). Il court plus de 30 yards pour atteindre le ballon hors des limites du terrain, tout en gardant les deux pieds dans les limites, et attrape le punt à la ligne des quatre yards des Redskins, puis le retourne pour un touchdown de 96 yards. Dudley prend une pause au cours de la saison 1952, mais il revient en 1953. Il prend sa retraite à la fin de la saison en raison de blessures au genou et d'une détérioration physique générale.
Dudley a été sélectionné dans la première ou deuxième équipe All-NFL à six reprises au cours de sa carrière et est nommé à trois Pro Bowls. Au cours de ses neuf saisons chez les pros, Dudley gagne 3 057 yards sur 765 tentatives de course, une moyenne de 4,0, et marque 20 touchdowns ; il capte 123 passes pour 1 383 yards et 18 touchdowns ; il retourne 124 punts pour 1 515 yards et trois touchdowns et 78 kickoffs pour 1 743 yards et un touchdown ; il intercepte 23 passes et les retourne pour 459 yards et deux touchdowns ; et il a 191 punts pour une moyenne de 38,2 yards. Il ajoute 121 points extras et 33 field goals à ses 44 touchdowns, pour un total de 484 points. Dudley est le meilleur marqueur de son équipe pendant chacune de ses neuf saisons dans la NFL.
Il est le seul joueur à avoir réussi un touchdown à la course, un sur réception de passe, un sur retour de punt, un sur retour de kickoff, un sur retour d'interception, un retour de fumble et une passe de touchdown. Il a aussi un touchdown par l'entremise de la passe latérale et des bottés de PAT et des field goals.

## Après football
Après avoir pris sa retraite, Dudley est scout pour les Steelers et les Lions. En 1951, il entre dans le secteur des assurances à Lynchburg, en Virginie, avec son frère Jim.
Dudley est élu au College Football Hall of Fame en 1956, au Pro Football Hall of Fame en 1966 et au Virginia Sports Hall of Fame en 1972. Le Downtown Club de Richmond, en Virginie, parraine depuis 1990 le prix Bill Dudley, décerné chaque année au meilleur joueur de football universitaire de l'État.
Il remplit quatre mandats à la Chambre des délégués de Virginie.
Il subit un accident vasculaire cérébral le 30 janvier 2010. Il meurt chez lui à Lynchburg, en Virginie, le 4 février 2010.

## Statistiques NFL
| Année               | Équipe                 | MJ                  |     | Courses | Courses | Courses | Courses |       | Passes réceptionnées | Passes réceptionnées | Passes réceptionnées | Passes réceptionnées |
| Année               | Équipe                 | MJ                  | Nb. | Yards   | Moy.    | TD      | Nb.     | Yards | Moy.                 | TD                   |                      |                      |
| 1942                | Steelers de Pittsburgh | 11                  | 1   | 24      | 24,0    | 0       | 162     | 696   | 4,3                  | 5                    |                      |                      |
| 1945                | Steelers de Pittsburgh | 4                   | -   | -       | -       | -       | 45      | 204   | 3,6                  | 3                    |                      |                      |
| 1946                | Steelers de Pittsburgh | 11                  | 4   | 109     | 27,3    | 1       | 146     | 604   | 4,1                  | 2                    |                      |                      |
| 1947                | Lions de Détroit       | 9                   | 27  | 375     | 13,9    | 7       | 80      | 302   | 3,8                  | 2                    |                      |                      |
| 1948                | Lions de Détroit       | 7                   | 20  | 210     | 10,5    | 6       | 33      | 97    | 2,9                  | 0                    |                      |                      |
| 1949                | Lions de Détroit       | 12                  | 27  | 190     | 7,0     | 2       | 125     | 402   | 3,2                  | 3                    |                      |                      |
| 1950                | Redskins de Washington | 12                  | 22  | 172     | 7,8     | 1       | 66      | 339   | 5,1                  | 1                    |                      |                      |
| 1951                | Redskins de Washington | 12                  | 22  | 302     | 13,8    | 1       | 91      | 398   | 4,4                  | 2                    |                      |                      |
| 1953                | Redskins de Washington | 12                  | -   | -       | -       | -       | 5       | 15    | 3,0                  | 0                    |                      |                      |
| Totaux aux Steelers | Totaux aux Steelers    | Totaux aux Steelers | 5   | 133     | 26,6    | 1       | 365     | 1 504 | 4,1                  | 10                   |                      |                      |
| Totaux aux Lions    | Totaux aux Lions       | Totaux aux Lions    | 74  | 775     | 10,5    | 15      | 238     | 801   | 3,4                  | 5                    |                      |                      |
| Totaux aux Redskins | Totaux aux Redskins    | Totaux aux Redskins | 44  | 475     | 10,8    | 2       | 162     | 752   | 4,6                  | 3                    |                      |                      |
| Totaux en NFL       | Totaux en NFL          | Totaux en NFL       | 123 | 1 383   | 11,2    | 18      | 765     | 3 057 | 4,0                  | 18                   |                      |                      |

| Année               | Équipe                 | MJ                  |        | Field goals | Field goals | Field goals | Field goals |         | Extra Points | Extra Points | Extra Points |      | Punt | Punt | Punt |
| Année               | Équipe                 | MJ                  | Tentés | Réussis     | %           | Long        | Tentés      | Réussis | %            | Tentés       | Yards        | Moy. |      |      |      |
| 1942                | Steelers de Pittsburgh | 11                  | -      | -           | -           | -           | -           | -       | -            | 18           | 572          | 31,8 |      |      |      |
| 1945                | Steelers de Pittsburgh | 4                   | -      | -           | -           | -           | 3           | 2       | 66,7         | 2            | 36           | 18,0 |      |      |      |
| 1946                | Steelers de Pittsburgh | 11                  | 7      | 2           | 28,6        | 34          | 14          | 12      | 85,7         | 60           | 2 409        | 40,2 |      |      |      |
| 1947                | Lions de Détroit       | 9                   | -      | -           | -           | -           | -           | -       | -            | 15           | 657          | 43,8 |      |      |      |
| 1948                | Lions de Détroit       | 7                   | -      | -           | -           | -           | -           | -       | -            | 23           | 825          | 35,9 |      |      |      |
| 1949                | Lions de Détroit       | 12                  | 14     | 5           | 35,7        | 42          | 32          | 30      | 93,8         | 34           | 1 278        | 37,6 |      |      |      |
| 1950                | Redskins de Washington | 12                  | 10     | 5           | 50,0        | 33          | 31          | 31      | 100,0        | 14           | 585          | 41,8 |      |      |      |
| 1951                | Redskins de Washington | 12                  | 13     | 10          | 76,9        | 37          | 22          | 21      | 95,5         | 27           | 942          | 34,9 |      |      |      |
| 1953                | Redskins de Washington | 12                  | 22     | 11          | 50,0        | 41          | 25          | 25      | 100,0        | -            | -            | -    |      |      |      |
| Totaux aux Steelers | Totaux aux Steelers    | Totaux aux Steelers | 7      | 2           | 28,6        | 34          | 17          | 14      | 82,4         | 80           | 3 017        | 37,7 |      |      |      |
| Totaux aux Lions    | Totaux aux Lions       | Totaux aux Lions    | 14     | 5           | 35,7        | 42          | 32          | 30      | 93,8         | 72           | 2 760        | 38,3 |      |      |      |
| Totaux aux Redskins | Totaux aux Redskins    | Totaux aux Redskins | 45     | 26          | 57,8        | 41          | 78          | 77      | 98,7         | 41           | 1 527        | 37,2 |      |      |      |
| Totaux en NFL       | Totaux en NFL          | Totaux en NFL       | 66     | 33          | 50,0        | 42          | 127         | 121     | 95,3         | 193          | 7 304        | 37,8 |      |      |      |

| Année               | Équipe                 | MJ                  |         | Passes   | Passes | Passes | Passes | Passes | Passes | Passes  |       | Courses | Courses | Courses | Courses |
| Année               | Équipe                 | MJ                  | Tentées | Réussies | Pct.   | Yards  | TD     | Int.   | Éval.  | Tentées | Yards | Moy.    | TD      |         |         |
| 1942                | Steelers de Pittsburgh | 11                  | 94      | 35       | 37,2   | 438    | 2      | 5      | 37,5   | -       | -     | -       | -       |         |         |
| 1945                | Steelers de Pittsburgh | 4                   | 32      | 10       | 31,3   | 58     | 0      | 2      | 14,6   | -       | -     | -       | -       |         |         |
| 1946                | Steelers de Pittsburgh | 11                  | 90      | 32       | 35,6   | 452    | 2      | 9      | 20,5   | -       | -     | -       | -       |         |         |
| 1947                | Lions de Détroit       | 9                   | 4       | 3        | 75,0   | 24     | 2      | 0      | 129,2  | -       | -     | -       | -       |         |         |
| 1948                | Lions de Détroit       | 7                   | 1       | 0        | 0,0    | 0      | 0      | 1      | 0,0    | -       | -     | -       | -       |         |         |
| 1951                | Redskins de Washington | 12                  | 1       | 1        | 100,0  | 13     | 0      | 0      | 118,7  | -       | -     | -       | -       |         |         |
| Totaux aux Steelers | Totaux aux Steelers    | Totaux aux Steelers | 216     | 77       | 35,6   | 948    | 4      | 16     | 25,4   | -       | -     | -       | -       |         |         |
| Totaux aux Lions    | Totaux aux Lions       | Totaux aux Lions    | 5       | 3        | 60,0   | 24     | 2      | 1      | 72,1   | -       | -     | -       | -       |         |         |
| Totaux aux Redskins | Totaux aux Redskins    | Totaux aux Redskins | 1       | 1        | 100,0  | 13     | 0      | 0      | 118,7  | -       | -     | -       | -       |         |         |
| Totaux en NFL       | Totaux en NFL          | Totaux en NFL       | 222     | 81       | 36,5   | 985    | 6      | 17     | 28,1   | -       | -     | -       | -       |         |         |

| Saison              | Équipe                 |     | MJ |       | Retours de kickoffs | Retours de kickoffs | Retours de kickoffs | Retours de kickoffs |      | Retours de punts | Retours de punts | Retours de punts | Retours de punts |
| Saison              | Équipe                 | Ten | MJ | Yds   | Moy                 | TD                  | Ten                 | Yds                 | Moy  | TD               |                  |                  |                  |
| 1942                | Steelers de Pittsburgh | 11  | 11 | 298   | 27,1                | 1                   | 20                  | 271                 | 13,6 | 0                |                  |                  |                  |
| 1945                | Steelers de Pittsburgh | 4   | 3  | 65    | 21,7                | 0                   | 5                   | 20                  | 4,0  | 0                |                  |                  |                  |
| 1946                | Steelers de Pittsburgh | 11  | 14 | 280   | 20,0                | 0                   | 27                  | 385                 | 14,3 | 0                |                  |                  |                  |
| 1947                | Lions de Détroit       | 9   | 15 | 359   | 23,9                | 0                   | 11                  | 182                 | 16,5 | 1                |                  |                  |                  |
| 1948                | Lions de Détroit       | 7   | 10 | 204   | 20,4                | 0                   | 8                   | 67                  | 8,4  | 0                |                  |                  |                  |
| 1949                | Lions de Détroit       | 12  | 13 | 246   | 18,9                | 0                   | 11                  | 199                 | 18,1 | 1                |                  |                  |                  |
| 1950                | Redskins de Washington | 12  | 1  | 43    | 43,0                | 0                   | 12                  | 185                 | 15,4 | 1                |                  |                  |                  |
| 1951                | Redskins de Washington | 12  | 11 | 248   | 22,5                | 0                   | 22                  | 172                 | 7,8  | 0                |                  |                  |                  |
| 1953                | Redskins de Washington | 12  | -  | -     | -                   | -                   | 8                   | 34                  | 4,3  | 0                |                  |                  |                  |
| Totaux aux Steelers | Totaux aux Steelers    | 26  | 28 | 643   | 23,0                | 1                   | 52                  | 676                 | 13,0 | 0                |                  |                  |                  |
| Totaux aux Lions    | Totaux aux Lions       | 28  | 38 | 809   | 21,3                | 0                   | 30                  | 448                 | 14,9 | 2                |                  |                  |                  |
| Totaux aux Redskins | Totaux aux Redskins    | 36  | 12 | 291   | 24,3                | 0                   | 42                  | 391                 | 9,3  | 1                |                  |                  |                  |
| Totaux en NFL       | Totaux en NFL          | 90  | 78 | 1 743 | 22,3                | 1                   | 124                 | 1 515               | 12,2 | 3                |                  |                  |                  |